# I Like Chopin
"I Like Chopin" is een nummer van de Italiaanse zanger Gazebo (Paul Mazzolini), uitgebracht in 1983.
Het nummer is geschreven door Paul Mazzolini en gecomponeerd en geproduceerd door Pierluigi Giombini. Het nummer werd op 9 september 1983 als single uitgebracht en bereikte nummer één in verschillende Europese hitlijsten (Duitsland, Oostenrijk, Zwitserland en Italië).
De videoclip is opgenomen op een zomerse dag in een huis in Essex (UK) en is geregisseerd door David Rose.

## Hitlijsten

### Nederlandse Top 40
| Positie: | 28 | 13 | 7 | 5 | 5 | 8 | 13 | 23 | 35 | uit |

### NederlandseSingle Top 100
| Positie: | 34 | 14 | 7 | 8 | 9 | 8 | 18 | 19 | 29 | 48 | uit |

### NPO Radio 2 Top 2000
| Nummer met noteringen in de NPO Radio 2 Top 2000 | '99  | '00  | '01  | '02  |
| ------------------------------------------------ | ---- | ---- | ---- | ---- |
| I Like Chopin                                    | 1328 | 1214 | 1525 | 1632 |

1. ↑  Een vetgedrukt getal geeft de hoogste notering aan.
2. ↑  Deze tabel is bijgewerkt tot en met de laatste editie (2024).